# Gotensäule

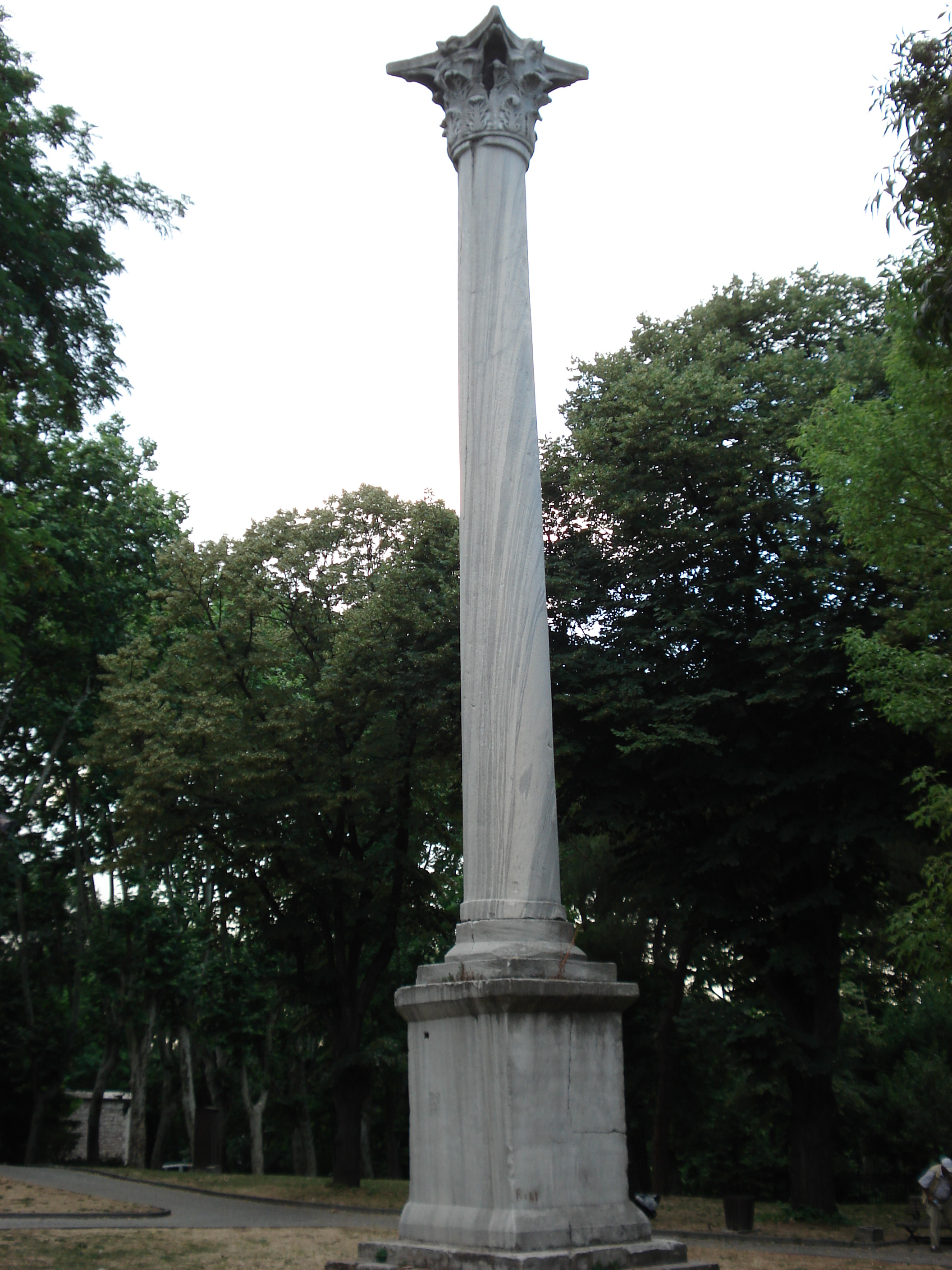
Gotensäule

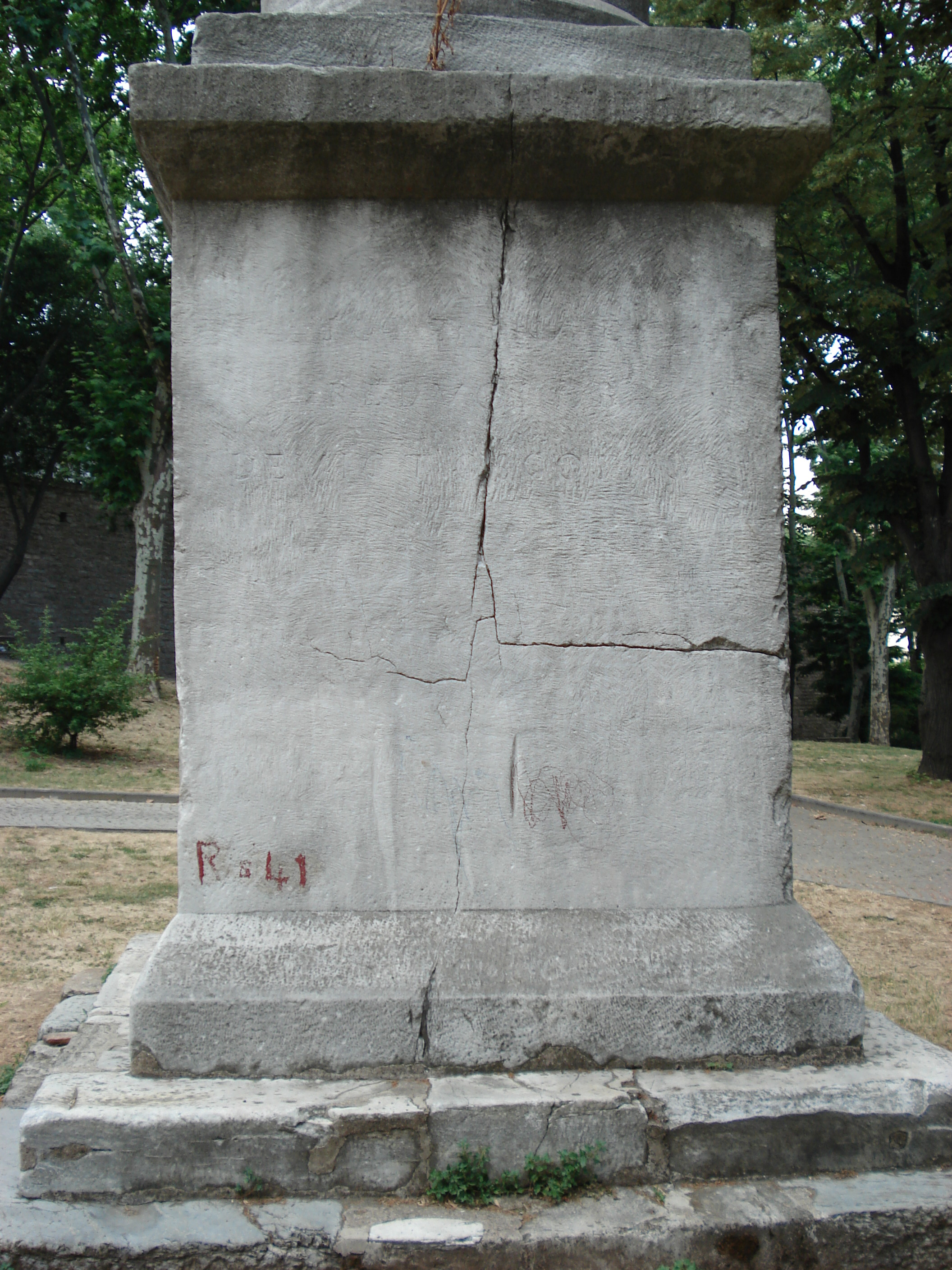
Inschrift am Sockel

Als Gotensäule (türkisch Gotlar Sütunu) wird ein Ehrensäule aus spätrömisch/frühbyzantinischer Zeit in Konstantinopel, dem heutigen Istanbul, bezeichnet. Sie befindet sich am Nordost-Abhang des Akropolishügels des antiken Byzantion, im heutigen Gülhane-Park in Istanbul.
Die Säule ist insgesamt 18,5 m hoch und besteht aus einem dreistufigen Sockel, einem Postament, der Basis, dem Säulenschaft und einem abschließenden korinthischen Kapitell.
Ihr Name leitet sich von einer lateinischen Inschrift am Sockel ab: FORTUNAE REDUCI OB DEVICTOS GOTHOS. („Der zurückgekehrten Fortuna wegen des Sieges über die Goten“). Diese steht über einer älteren, eradierten achtzeiligen Inschrift, die nicht zu lesen ist.
Die Datierung und der Aufstellungsanlass der Säule sind unklar. Da in der Inschrift ein Sieg über die Goten genannt wird, wurde die Säule mit verschiedensten historischen Anlässen in Verbindung gebracht, von einer, ansonsten aus den Quellen nicht bekannten, Belagerung von Byzantion durch die Goten in der Zeit des Claudius Gothicus im Jahr 268 bis zum Sieg des Narses über den Ostgotenkönig Totila im Jahr 552. Am häufigsten vertreten wird eine Datierung in konstantinische Zeit. Urs Peschlow schlug eine Datierung in theodosianische Zeit vor, unter Wiederverwendung eines severischen Kapitells und eines konstantinischen Postaments.
Es ist nicht sicher, ob die Säule jemals von einer Statue bekrönt wurde, und keine byzantinische Quelle kann eindeutig auf sie bezogen worden. Mit der Säule wurde eine Stelle bei Johannes Lydos in Verbindung gebracht, nach der auf einer Säule eine Statue der Tyche (Fortuna) stand. Ebenso wurde eine Stelle bei Nikephoros Gregoras herangezogen, der eine Säule mit einer Statue von Byzas, dem legendären Gründer von Byzantion, erwähnt.